# 馬氏棒麗魚
馬氏棒麗魚，又稱匙孔羅非魚，為輻鰭魚綱鱸形目隆頭魚亞目慈鯛科的其中一種。

## 分布
本魚僅分布南美洲委內瑞拉的奧里諾科河三角洲及蓋亞那至法屬圭亞那的溪流中。

## 特徵
本魚體粗壯，有一條彎曲的黑色縱紋通過眼睛，將背鰭的前端與鰓蓋的下邊連接起來。底色通常為淺褐色，但當於受到驚嚇時，會變成帶斑駁的褐色。背鰭下方有向鑰匙孔的黑斑，幼魚時更明顯。雄魚背鰭及臀鰭鰭條向後延伸呈絲狀，尾鰭透明。體長可達7.1公分。

## 生態
本魚棲息在具有腐木的淡水溪流及沿岸地區，肉食性，以蠕蟲、甲殼類、昆蟲等為食。雌魚將卵產在岩石平台上，數量約400顆，親魚會有護卵的行為。幼魚孵化後，會和親魚共同生活數個月。

## 經濟利用
具高經濟價值的觀賞魚類，性情溫和膽小。